# Angela Flowers
Pour les articles homonymes, voir Flowers.
Angela Mary Flowers, née Holland le 19 décembre 1932 à Croydon et morte le 11 août 2023, est une marchande d'art britannique.

## Biographie
Née le 19 décembre 1932 à Croydon, Angela Holland est l'aînée des deux filles de Geoffrey et Olive Holland. Son arrière-grand-père est le fondateur du Croydon Advertiser. Pendant la Seconde Guerre mondiale, son père travaille comme pompier sur la Tamise, puis dans le renseignement militaire, et sa mère travaille dans une usine de munitions dans le Herefordshire. Pendant cette période, Angela est envoyée dans un pensionnat fondé par l'artiste de guerre Eric Kennington. Elle part ensuite à la Westonbirt School dans le Kent, puis à la Wychwood School à Oxford, avant de travailler comme jeune fille au pair à Paris.
En 1952, à l'âge de 19 ans, elle rencontre le photographe de mode et de portrait Adrian Flowers, qu'elle épouse sept semaines plus tard. Lors d'une interview, elle déclare : « J'ai rencontré Adrian en janvier et je l'ai demandé en mariage en février, car c'était l'année bissextile... et nous nous sommes mariés quelques semaines plus tard ».
Sa carrière artistique commence après des vacances en famille à St Ives, où ils rencontrent de nombreux artistes résidents. Son mari commence à prendre des photos des œuvres d'art et des artistes pour des catalogues et ensemble ils commencent à collectionner des œuvres d'art, avec un intérêt particulier pour les artistes britanniques émergents.

### Flowers Gallery
La Flowers Gallery ouvre ses portes dans le centre de Londres en 1970 dans un grenier de l'Artists' International Association à Lisle Street. En 1988, Angela Flowers déménage la galerie dans un bâtiment industriel du quartier de Hackney, à l'est de Londres, avant de revenir dans le centre de Londres en ouvrant une deuxième galerie dans Cork Street.

### Mort
Angela Flowers meurt le 11 août 2023 à l'âge de 90 ans,.